# Gnadochaeta metallica
Gnadochaeta metallica là một loài ruồi trong họ Tachinidae.